# Národní knihovna Chile
Národní knihovna Chile (španělsky Biblioteca Nacional de Chile) je národní knihovna státu Chile. Nachází se v hlavním městě Santiagu de Chile na ulici La Alameda. Knihovna byla založena v roce 1813. Budova, ve které nyní sídlí, byla postavena v roce 1925. Knihovna obsahuje širokou sbírku knih a prvotisků. Některé byly věnované jejich autory a tvoří tak důležitou součást národního dědictví.

## Historie
Národní knihovna Chile byla spolu s několika dalšími institucemi založena nově vzniklou Chilskou republikou v období nazývaném Patria Vieja. V novinách El Monitor Araucano bylo 19. srpna 1813 zveřejněno prohlášení o založení národní knihovny. Spolu s prohlášením byla zveřejněna i prosba veřejnosti o poskytnutí knih pro potřeby nově vzniklé veřejné knihovny. Knihovna byla spolu s dalšími republikovými institucemi uzavřena po tzv. katastrofě Rancaguy a to z důvodu porážky národního vojska. Po bitvě u Chacabuca došlo k znovuotevření knihovny, tentokrát s vládní podporou. Knihovna začala přijímat vzácné sbírky. Tehdejší chilský vůdčí představitel Bernardo O'Higgins jmenoval profesora Manuela de Salas prvním ředitelem národní knihovny. V roce 1822 byl druhým hlavním knihovníkem jmenován Friar Camilo Henríquez (redaktor novin Aurora de Chile).
Od svého počátku byla knihovna závislá na Chilské univerzitě a to až do získání autonomie v roce 1852. Při 100. výročí svého založení v roce 1913 knihovna do svého fondu zahrnula také sbírku kláštera Monasterio de Santa Clara
V roce 2003 byl spuštěn portál pro kulturní dědictví a digitální knihovna Memoria Chilena, která umožňuje vzdálený přístup k různým materiálům uchovávaných národní knihovnou.